# وسیلجویچی
وسیلجویچی (به لاتین: Vasiljevići}} یک منطقهٔ مسکونی در صربستان است که در Ivanjica واقع شده‌است.

## خصوصیات
وسیلجویچی ۶۴ نفر جمعیت دارد.